# Grlava
Grlava je naselje v Občini Ljutomer.